# درة صيدي (مقاطعة بروجرد)
درة صیدي (بالفارسية: دره‌صیدی) هي مستوطنة تقع في إيران في قسم درة صیدي الريفي. يقدر عدد سكانها بـ 469 نسمة .